# 交易所广场 (巴黎)

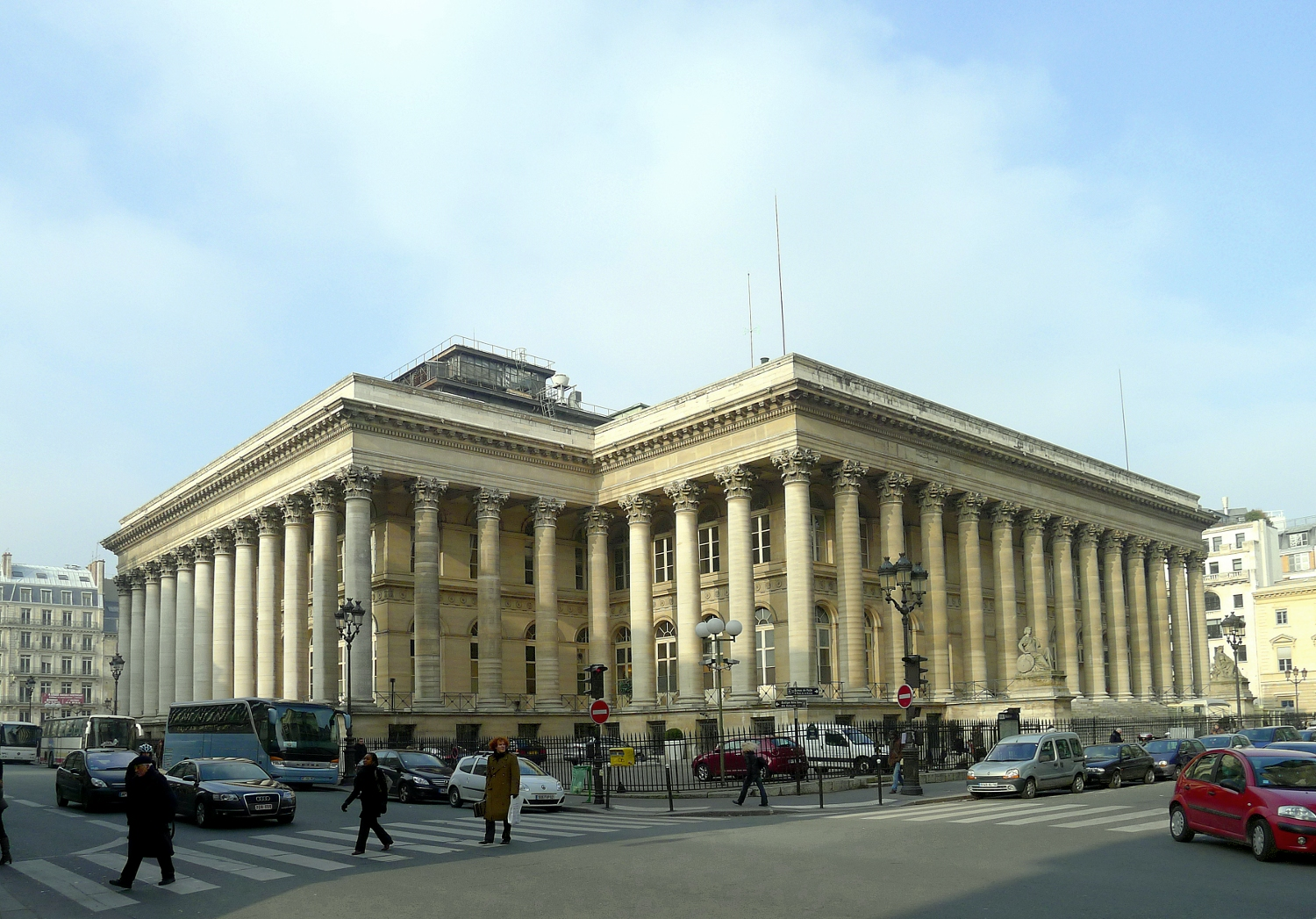

交易所广场（Place de la Bourse）是巴黎第二区的一个矩形广场。Rue de la Banque、Rue du 4-Septembre、Rue de la Bourse、Rue Vivienne、Rue Notre-Dame des Victoires交汇于此。

## 交通
附近的地铁站是证券交易所站（3号线）。

## 名称
广场得名于巴黎证券交易所。

## 历史
广场根据1809年2月15日的法令开辟，

## 建筑
- 巴黎证券交易所 : 1825年

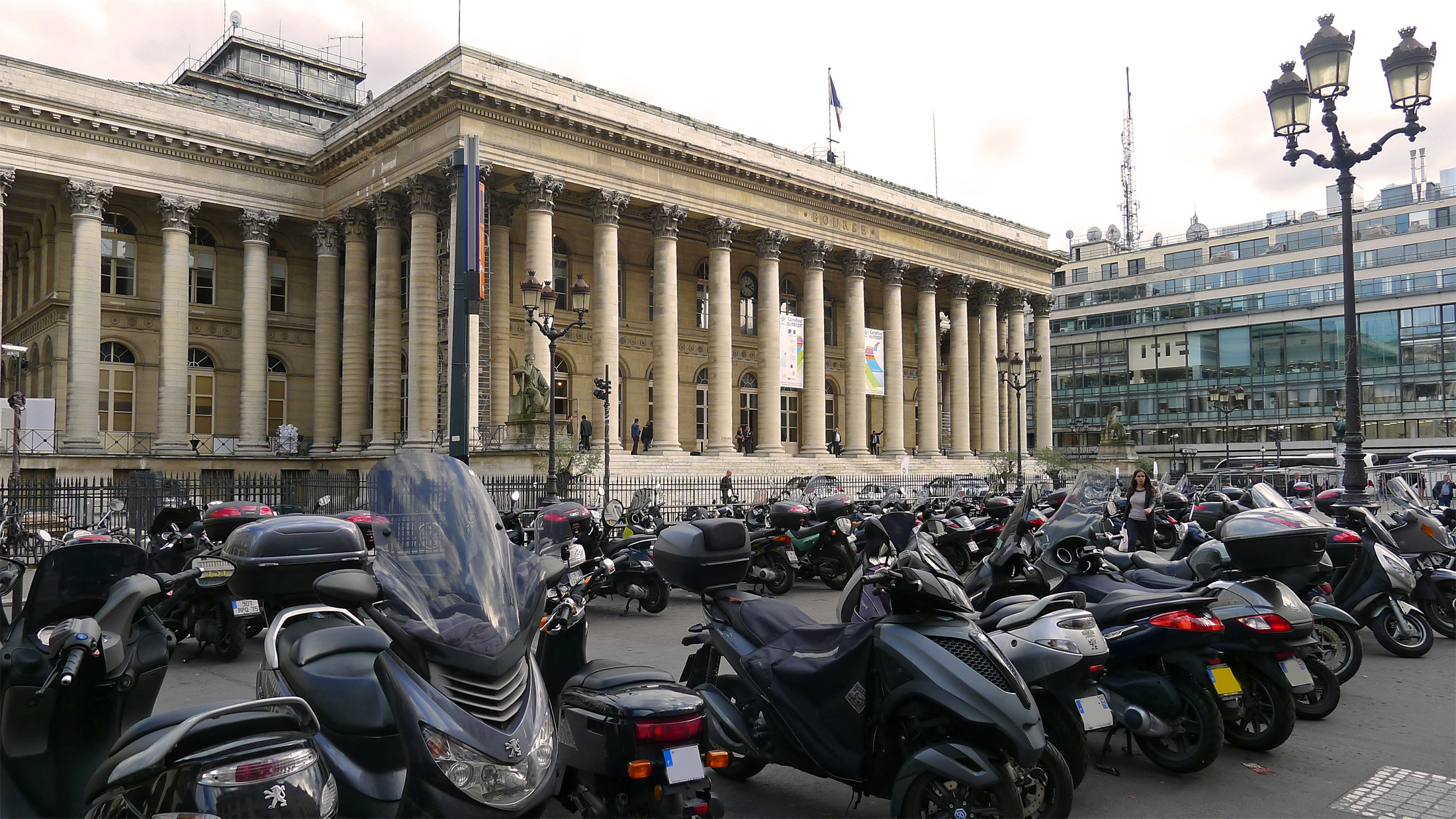
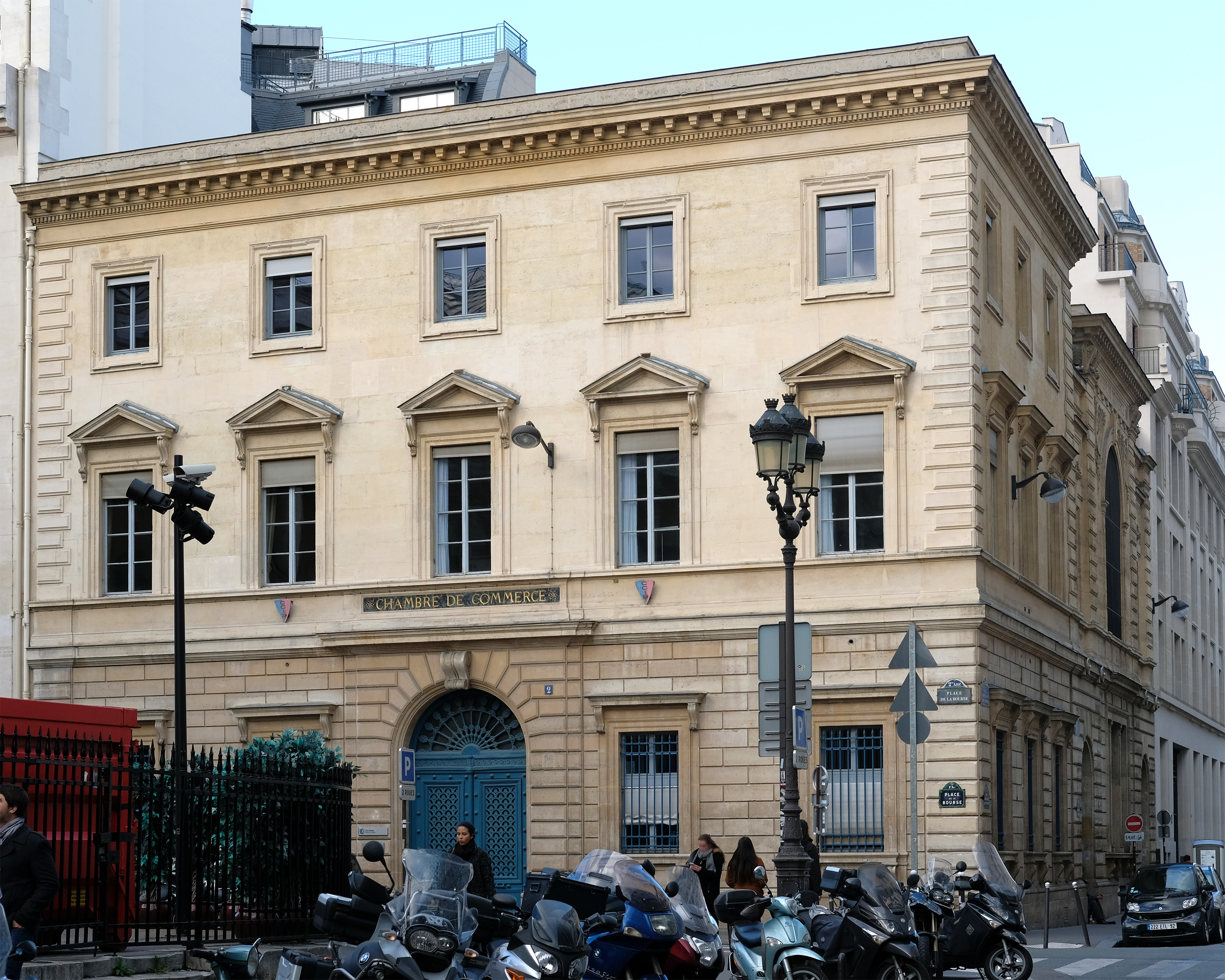
2号